# دیکسیم اکسپرسو
دیکسیم اکسپرسو (به انگلیسی: Diexim Expresso) یک شرکت هواپیمایی است که در ۲۰۰۳ میلادی تأسیس شده‌است. دفتر مرکزی دیکسیم اکسپرسو در لوآندا، آنگولا واقع شده‌است و به ۵ مقصد، پرواز انجام می‌دهد.